# Stooshe
Stooshe är en R&B-grupp från London, England. 
Gruppen, som består av Alexandra Buggs, Karis Anderson och Courtney Rumbold kontrakterades av Warner Music Group i augusti 2011 och släppte sin första singel, "Betty Woz Gone", i oktober 2011. Den 5 december annonserade brittiska BBC att Stooshe blivit nominerade till den prestigefyllda trendindikatorn BBC:s Sound of... 2012, tillsammans med bland annat engelska Michael Kiwanuka och svenska duon Niki & The Dove. Stooshes andra singel "Love Me" spelades in med amerikanska rap-stjärnan Travie McCoy. Singeln nådde under våren 2012 femte plats på engelska officiella topplistan UK Singles Chart. Tredje singeln "Black Heart" har som högst legat på UK Singles Chart-listans fjärde plats. 
I Sverige har Stooshe nått framgångar med "Black Heart" och var vecka 28 den tionde mest spelade låten i svensk radio enligt officiella Nielsen Music Control-listan. 
Gruppen medverkade i Sommarkrysset 28 juli 2012 på Gröna Lund.

## Diskografi
Studioalbum
- 2011 – The Stooshtape (promo)
- 2013 – London with the Lights On

Singlar
- 2012 – "Love Me" (med Travie McCoy) (UK #5)
- 2012 – "Black Heart" (UK #3)
- 2012 – "Waterfalls" (UK #21)
- 2013 – "Slip" (UK #12)
- 2013 – "My Man Music" (UK #140)
- 2015 – "Lock Down"
- 2016 – "Let It Go"